# Zhenxiong
Zhenxiong léase Zhen-Sion (en chino:镇雄县, pinyin:Zhènxióng xiàn,) es un condado bajo la administración directa de la ciudad-prefectura de Zhaotong. Se ubica al noreste de la provincia de Yunnan, sur de la República Popular China. Su área es de 3785 km² y su población total para 2010 fue 1,3 millones de habitantes.

## Administración
El condado Zhenxiong se divide en 28 pueblos que se administran en 16 poblados y 12 villas. 